# Alliantie van Niederweisel
In Niederweisel in de Duitse deelstaat Hessen kwamen in 1961 vertegenwoordigers van vier protestantse adellijke ridderorden bijeen. De achtergrond was de Nederlandse afsplitsing van de Duitse protestantse "Balley Brandenburg des Ritterlichen Ordens St. Johannis vom Spital zu Jerusalem". De Tweede Wereldoorlog had diepe wonden geslagen en de Nederlandse Johanniters hadden zich afgescheiden van de moederorde.
In Niederweisel kwamen de
- Johanniter Orde in Nederland, een protestantse orde, die in in 1909 werd opgericht,
- Order of St. John, de Engelse protestantse orde, die onder andere ambulances verzorgt,
- Balley Brandenburg des Ritterlichen Ordens St. Johannis vom Spital zu Jerusalem, de Duitse protestantse orde en de
- Johanniterorden i Sverige

bijeen.
De orden sloten een "Johanniter-Ordensallianz".
- De Maltezer Orde, de oorspronkelijke rooms-katholieke ridderorde en de oorspronkelijke orde van Sint-Jan, nam niet aan de conferentie deel.

De "Danske Malteserorden" en "Danske Johanniterorden" zijn particuliere instellingen. Ze werden niet uitgenodigd om zich aan te sluiten bij de Alliantie van Niederweisel en worden tot de pseudo-orden geteld.